# 야마나카 유키모리

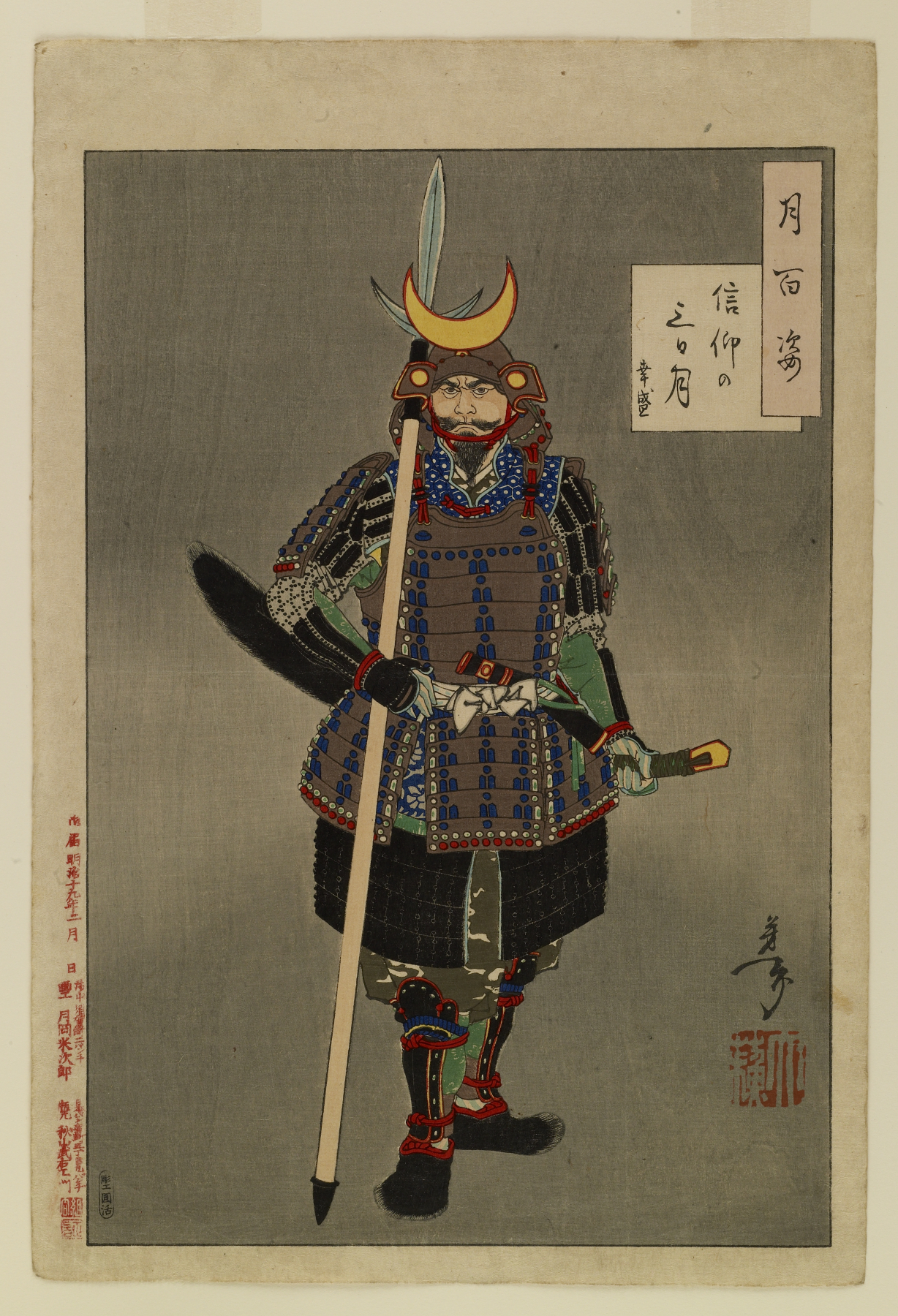
야마나카 시카노스케

야마나카 유키모리(山中幸盛)는 센고쿠 시대부터 아즈치모모야마 시대까지의 무장이다. 산인 지방 출신으로 아마고씨의 가신이다. 통칭은 시카노스케(鹿介). 항간에는 야마나카 시카노스케로 널리 알려져있다. 아명은 진지로(甚次郎). 아마고 3걸(尼子三傑), 아마고 10용사(尼子十勇士, 필두) 중 한 사람이며 무용이 뛰어나 산인의 기린아(山陰の麒麟児)로도 알려져있다.

## 같이 보기
- 우다 겐지 - 야마나카씨의 본성
  - 사사키씨
  - 교고쿠씨 - 종가
  - 아마고씨 - 야마카나씨의 주군 집안
    - 아마고 요시히사, 아마고 가쓰히사 - 유키모리의 주군